# Mellem bjergene og havet
Mellem bjergene og havet er en portrætfilm fra 1994 instrueret af Elisabeth Rygård efter manuskript af Elisabeth Rygård.

## Handling
Dokumentarisk portræt af digteren Henrik Nordbrandt. Elisabeth Rygård opsøger digteren i hans hjem i Tyrkiet. I en collage af digte, samtaler og minder tegner hun et portræt af et sammensat menneske.